# 狂飆賽車3
《真實賽車3》是一款2013年的競速遊戲，由火猴工作室開發，美商藝電發行於iOS、Android、Nvidia Shield和BlackBerry 10裝置。iOS與Android在免費增值商業模式之下於2013年2月28日發行。這是款免費遊戲，也可透過應用程式內購買來增強遊戲功能。這是2009年的《真實賽車》和2010年的《真實賽車2》的續作。儘管遊戲內容普遍地被稱讚，不過因為這款遊戲的免費增值性質，而使得它收到比前作更糟的評論。
遊戲收錄了超过20條得到許可的賽道、22格發車位，以及來自像是奥迪、保時捷、藍寶堅尼、麥拉倫、法拉利和科尼赛克等33家製造商正式許可的超过250輛賽車，之後也隨著定期更新而新增一些汽車廠商。
這一代與前兩代《真實賽車》遊戲不同的是，玩家需要透過遊戲金幣和真實世界時間來保養及維修車輛。

## 玩法

玩家在SRT Viper GTS駕駛室視角中開車。在賽場中不要離開賽場。要拿到第1名中完成比賽。

### 基础
初入游戏的基础训练关中，玩家获得系统租借的训练用车F1 ACADEMY CAR，通关后必须购买起步车日产Silvia或福特福克斯RS。玩家初始车手等级为0级，通过赢得比赛赚取“声誉”可升级。一旦升至第6级，玩家每升一级便有金币奖励。金币奖励从3个到100个不等，取决于升级所需的声望值。游戏被划分为多个不同的系列赛，每个系列赛又细分为若干级别，每级包含1到3场不等的赛事。
系列赛：游戏总共设有135个系列赛（截至2017年6月），只能使用系列赛指定车辆参赛（多数系列赛允许使用四辆车，但有些只许用一、二到三辆车）。游戏最初发布时只有一个系列赛，玩家购买用于该系列赛的车辆便可解锁赛事。然而，到了2013年7月更新的1.2版，新的系列赛必须在之前的系列赛中赢得一定数量的奖杯才能解锁。系列赛指定车辆可在该赛事的任何比赛中使用，除了只能用一种指定车型的表演赛。这意味着，除非玩家购买所有指定车辆，否则不可能100%完成系列赛。系列赛完成度达25%、50%、75%和100%时，玩家获赠R$和金币。为了达到100%的完成度，玩家在每场赛事中比赛赢得金杯。
级别：每个系列赛被细分成17到19个包含1到3场比赛的级别。初入系列赛，只有1个级别开启。玩家需赢得奖杯或利用R$或金币购买才能开启新级别。
与前作不同的是，玩家需要保养和维修车辆。若玩家不进行维修，车辆性能将受大幅度影响。进行维修和升级需要用到R$并占用一定的现实时间，且时间一般长达数小时，取决于保养的车辆。

### 消费
游戏设有三种货币“真实币”（简称“R$”）、M$和金币。完成比赛、升级比赛、不脱离赛道及碰撞其他车辆、雇佣经理或每月连续在线登录游戏可赢得R$。金币只能在完成系列赛的25%、50% ,75%,100%, 车手等级提升、完成游戏中心/Google Play游戏成就（2.1版更新）或观看内置于游戏的15到32条广告获得。R$可以用来购买新车、升级部件或维修。金币可用于即刻完成维护、无需等待领取新到手的汽车、解锁新关卡、即刻解锁汽车、购买更高等级的升级部件、定制车辆和购买无法用R$获得的车辆。玩家若愿意，也可在内置的商店利用真实货币购买R$、M$和金币，M$可以通过比赛获得，可用于购买车辆和升级车辆，每天通过比赛获得的M$不能超过250000。游戏最初发行时，据148Apps计算，要赢得足够购买游戏中每辆汽车的R$，需要涵盖6801场比赛、每场比赛平均时间4分10秒和每场比赛平均奖励R$3700的472小时的游戏时间。要想购买游戏中所有用到金币的车辆，需要现实中的503.22美元，而且这一数目不包含任何升级零件、维修或保养。
有一个明显的元素，玩家必须等待车辆维修或新车“交付”。从游戏这方面的公告来看，这一直是一个有争议的话题。当玩家参赛时，他们的车辆必定受损，几场比赛下来必须维修，直至车辆最终恶化到不能使用。在这个阶段上，玩家必须花上长达数小时的实际时间保养车子，除非用金币缩短时长。但金币在游戏中又比R$罕见，除非玩家愿望在内置商店花钱。这种免费增值的性质遭到铁杆玩家的反对。为了回应玩家的负面评价和糟糕的报道，在1.1版更新中，EA和火猴缩短了维修时长，使得损伤得以瞬间修复，同时显著缩短维修时长，但仍只能透过金币绕过等待。到了1.2版更新，修理从游戏中完全取消，目前车辆只需保养，但仍只能用金币绕过。
2013年7月的1.2版更新新引入赛车点（Drive Points）。玩家参与计时赛必须用到该点数。每场比赛消耗一个赛车点。最初玩家有两个赛车点，利用金币可将上限提高到五个。玩家耗尽赛车道时，可花费两个金币补充，或干脆等到游戏自动补充点数（每补充一个点需时18分钟）。
2013年9月更新的1.3.5版引入了VIP服务的车辆选项。每辆车的VIP服务必须在内置商店花费现实货币购买，每个VIP服务只能用于买下的车子。服务可以无需等待提取新购车辆或用R$购买升级。
2013年10月更新的1.4.0版中，每场比赛开始前可招募助手。选择雇佣经理人，玩家若获得第一便能赚到2倍的R$；选择雇佣经纪人，玩家获得第一名时能赚到2倍声望；选择汽修工，玩家夺冠时车子状态保持。玩家可以自由聘请助理，雇佣每位助理需花费一个金币，但时不时助理们会提供免费服务。
因为微博国际版无法挣钱,所以Real Racing 3的微博登录入口被关闭。

### 控制
本作的操作与前作雷同。玩家可选择七种操纵方式。“倾斜A”利用加速规，玩家左右晃动设备控制车辆转向，自动加速，手动刹车。“倾斜B”利用加速规、手动加速、手动刹车。“车轮A”利用屏幕中的虚拟方向盘转向，自动加速，手动刹车。“车轮A（反向）”与“车轮A”相似，但虚拟方向盘在右侧，刹车于左侧。“车轮B”利用虚拟方向盘转向，手动加速和刹车。“车轮B（反向）”、“按键”利用触摸转向，玩家触摸屏幕左侧转左，摸右侧转右，自动加速，手动刹车。在每个选项内，玩家可修改刹车辅助和转向辅助程度，选择是否打开“牵引控制”。在“倾斜A”和“倾斜B”中，加速规的灵感度还可以修改。

### 比赛类型

游戏直道赛模式。为了保持最高车速，玩家需在转速表落入红色区域时精准转换变速箱。

游戏设有11种比赛类型：杯赛（在多个圈中对阵7到21位对手的基础比赛）、NASCAR（操纵行驶中发车的NASCAR车辆，对阵多达42位对手）、淘汰赛（对阵七位对手，每隔20秒淘汰最后一位）、耐力赛（60秒倒计时开始比赛，在时间耗尽前达到指定距离。超车和行驶一圈可增加时间，最多不超过90秒）、一對一（只有一位对手）、越野赛（于指定时限内完成赛道的某一部分）、速度纪录（玩家单圈车速须达到指定速度）、速度爆衝（玩家完成赛道某一部分，于指定车速冲线）、直線加速（车手三回合直道两两对决）、猎手（比赛开始对手领先于玩家，玩家要赢得比赛，必须在比赛结束前缩短车距或尽量超越对手，而對手皆以日產Silvia(S15)為主角）和计时赛（玩家必须不偏离赛道及不碰撞完成一圈，需要用到赛车點(Drive Point)）。

### 多人游戏
最初发行时，玩家并没有提供在线玩家同时比赛的“传统”多人模式，取而代之的是火猴开发的“延时多人模式”（Time Shifted Multiplayer，简称TSM）系统。TSM的工作原理是，记录下每位玩家每场比赛的圈时，之后当玩家上线时，游戏再现这时圈时，即多人模式中的AI车手实际上模仿了其他时候的真人玩家的比赛。然而，TSM并没有特别受欢迎，许多评论员感叹游戏缺乏“正常”的联机模式。148Apps在评价TSM表示：“《真实赛车3》采用比赛时间生成AI控制双人比赛，每场比赛遵循几乎完美的表现，而不是当人类创造者能力、比赛线路和技巧的镜像。这意味着游戏一点也不乐衷于对阵好友，车辆除了遵循根据时间纪录和好友车辆由算法确定的速度，别无他物。”
不过，2013年12月更新的2.0版新加入了多达四人的传统多人游戏模式。每周多人锦标赛也被引入。在2.6版中，八人多人游戏模式引入。

## 車輛與賽道

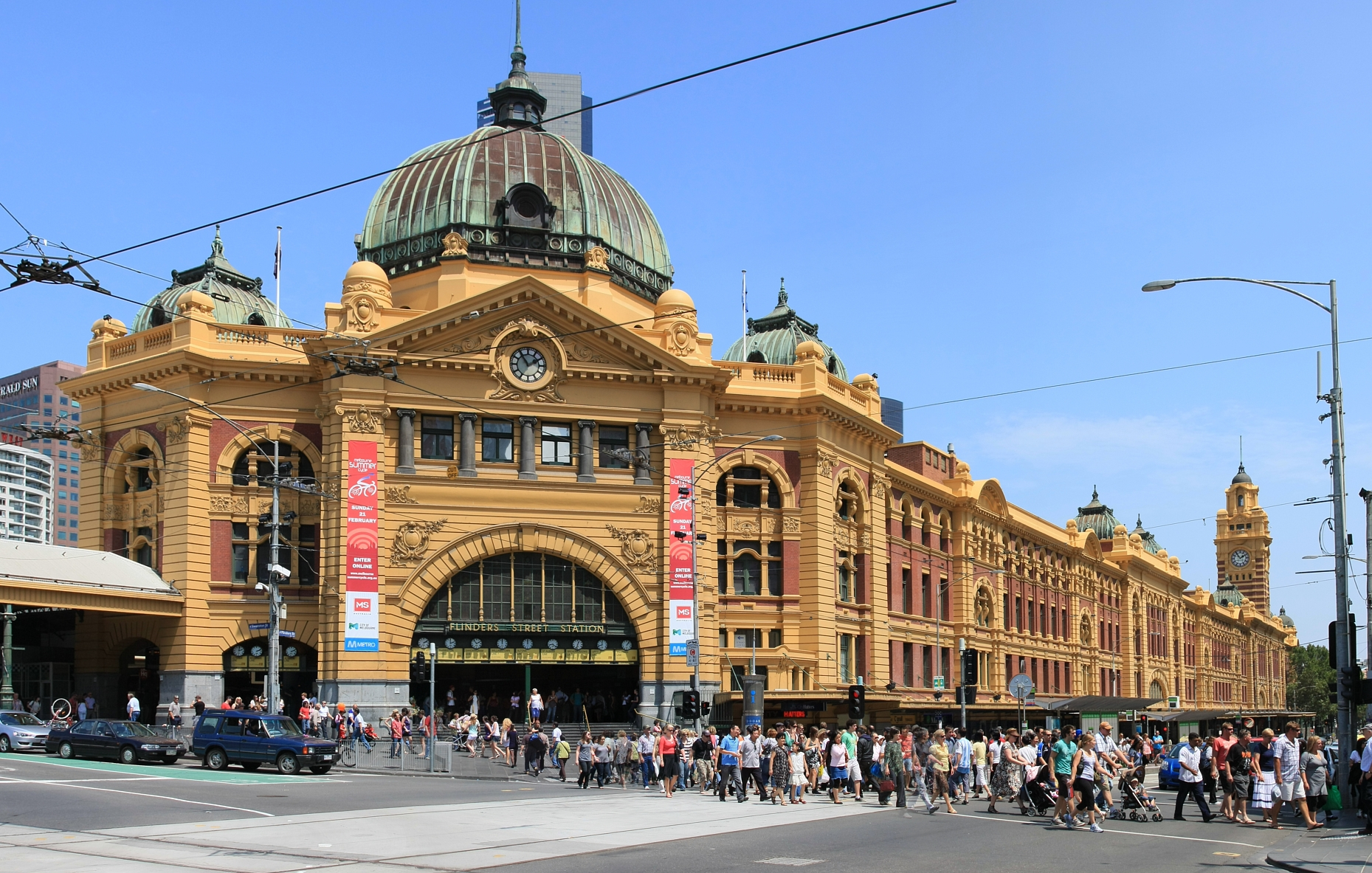
除了在各個國際賽道取景，《真實賽車3》也包含了以福林德斯火車站作為其中一個地標，精準描繪出墨爾本南岸的虛擬賽道。

### 車輛
此遊戲收錄了320(354)輛官方許可的賽車。在遊戲首次推出時，每一輛車皆可立即購買，端看玩家是否擁有足夠的R幣和/或金牌。然而在1.2版更新後，許多車輛必須先透過贏得一定數量的獎盃解鎖後才能購買。在6.4版，每系列賽，第一關可免費租車。

### 賽道
此遊戲收錄了22條真實世界賽道，外加一條在地理位置上準確的，同時也是Firemonkeys工作室所在地的墨爾本南岸虛構賽道。這22條賽道為霍根海姆賽道、鈴鹿賽道、印第安納波利斯賽車場、銀石賽道、巴瑟斯特全景山賽道、马自达拉古纳塞卡赛道、布蘭茲哈奇賽道、斯帕-弗朗科爾尚賽道、杜拜賽道、加泰隆尼亞賽道、24小時賽道、蒙扎赛道、纽博格林赛道南环、保時捷測試赛道、里士满赛道、美洲賽道、戴通纳国际赛道、红牛赛道、摩纳哥赛道、香港中环海滨赛道、纽约布鲁克林街道赛道、柏林滕佩尔霍夫机场赛道。其中銀石賽道、鈴鹿賽道、霍根海姆賽道、杜拜賽道、印第安納波利斯賽車場、加泰隆尼亞賽道、蒙扎賽道、纽博格林赛道、保时捷測試賽道、戴通纳国际赛道、美洲賽道有多條路線，所以總共有四十多種不同的賽道构型。

## 评价
游戏获得的评价褒贬不一。评论家盛赞游戏的22个汽车赛车起跑线、改进的画面和额外的真实世界赛道，但严厉批评游戏的内购交易模式。根据30条评价，iOS版Metacritic评分70（前两作为88和94），而GameRankings则根据14条评价打出70.07%（前两作为95.83%和95%）。

## 外部連結
- 官方网站
- FireMonkeys 官方网站 （页面存档备份，存于）
- 苹果App Store中的真實賽車3